# Čalovec
Čalovec este o comună slovacă, aflată în districtul Komárno din regiunea Nitra. Localitatea se află la altitudinea de 108 m deasupra n.m., se întinde pe o suprafață de 23,21 km2 și în 2017 număra 1.177 de locuitori. Se învecinează cu comuna Komárno.

## Istoric
Localitatea Čalovec este atestată documentar din 1268.

## Demografie
| An:                | 1994 | 2004   | 2014   | 2024   |
| ------------------ | ---- | ------ | ------ | ------ |
| Număr de persoane: | 1169 | 1177   | 1164   | 1109   |
| Diferență:         |      | +0,68% | −1,10% | −4,72% |

| An:                | 2023 | 2024   |
| ------------------ | ---- | ------ |
| Număr de persoane: | 1122 | 1109   |
| Diferență:         |      | −1,15% |